# 7193 Yamaoka
A 7193 Yamaoka (ideiglenes jelöléssel 1993 SE2) a Naprendszer kisbolygóövében található aszteroida. Endate Kin,  Vatanabe Kazuró fedezte fel 1993. szeptember 19-én.